# Vallmoll
Vallmoll ist eine katalanische Gemeinde in der Provinz Tarragona im Nordosten Spaniens. Sie liegt in der Comarca Alt Camp.